# 土沢インターチェンジ
土沢インターチェンジ（どさわインターチェンジ）は、栃木県日光市土沢にある日光宇都宮道路のインターチェンジである。
本ICには料金所は設置されておらず、本ICと今市ICの区間に限り通年無料で通行できる。今市市街地を通過せずに観光地間（鬼怒川温泉 - 宇都宮間、日光 - 鹿沼間など）を移動できることから、観光シーズンの渋滞解消や日光杉並木への排気ガスの影響軽減などの整備効果が期待されている。形状はトランペット型である。

## 道路
- E81 日光宇都宮道路（2-1番）

## 料金所
- なし

## 接続する路線

### 直接接続
- 国道121号・国道352号（板橋バイパス）

## 歴史
- 2011年（平成23年）3月25日：供用開始。

## 隣
E81 日光宇都宮道路
(2) 大沢IC/TB - (2-1) 土沢IC - (3) 今市IC